# Tòa nhà Hàm Cá Mập
Tòa nhà Hàm Cá Mập (còn gọi là Tòa nhà trung tâm thương mại số 7 Đinh Tiên Hoàng hay toà nhà City View) là một công trình trung tâm thương mại được xây dựng trên nền Nhà xe điện cũ với hướng nhìn ra Quảng trường Đông Kinh Nghĩa Thục và có tầm nhìn bao quát trọn vẹn hồ Hoàn Kiếm. Công trình này do kiến trúc sư Tạ Xuân Vạn thiết kế, được khởi công đầu thập niên 1990 và hoàn thành vào năm 1993. Dù nhận không ít ý kiến trái chiều từ giới chuyên gia quy hoạch đô thị vào thời điểm mới khai trương, tòa nhà Hàm Cá Mập ngày nay vẫn trở thành một điểm nhấn kiến trúc quan trọng ở khu vực quận Hoàn Kiếm, đồng thời là một trong những địa điểm có lượt ghé thăm nhiều nhất Hà Nội.

## Xây dựng và thiết kế
Công trình này khởi công đầu thập niên năm 1990 và nằm trên nền đất của nhà xe điện cũ. Người đảm nhận công việc thiết kế tòa nhà Hàm Cá Mập là kiến trúc sư Tạ Xuân Vạn.
Tòa nhà này có 6 tầng, trong đó tầng 2 đến tầng 5 là các nhà hàng, quán cà phê với phong cách khác nhau. Mặt trước tòa nhà hướng ra Quảng trường Đông Kinh Nghĩa Thục, mặt trái hướng ra bờ Hồ Hoàn Kiếm, mặt phải giáp với phố Cầu Gỗ. Tại tầng thượng có thể quan sát toàn bộ khu vực hồ Hoàn Kiếm.
Ban đầu, tòa nhà mang tên DAEWOO. Bên tường, tòa nhà gắn những con rùa (cóc) có hướng bò ngược lên trời, nhưng về sau đã tháo dỡ. Công trình này bị cho là "sự kết hợp sai giấy phép của Nhà xe điện cũ và không giấy phép của Bách hóa Bờ Hồ". Khi tham dự cuộc thi thiết kế, tòa nhà có tên "Trung tâm Giao dịch Thương mại Quốc tế". Năm 1993, tiến độ xây dựng đã thi công thô gần xong. Có một thời gian, công trình bị bọc kín bằng vải dứa, nhiều chỗ bị đập nham nhở để cơi rộng ra.
Sau 30 năm đi vào hoạt động, tòa nhà đã không tránh khỏi sự xuống cấp. Mặt tiền đã bị ố màu, phủ đầy rêu, bụi bẩn. Khoảng chiều ngày 18 tháng 5 năm 2021, tầng thượng của tòa nhà xuất hiện một đám cháy nhỏ đã được dập tắt kịp thời. Thời điểm xảy ra đám cháy, đơn vị thuê lại tầng 6 của tòa nhà đang nghỉ kinh doanh và tổ chức tu sửa. Do thợ hàn dùng hàn cắt sắt, lửa bén vào túi nilon nên đã dẫn đến vụ cháy.

### Yêu cầu xử lý

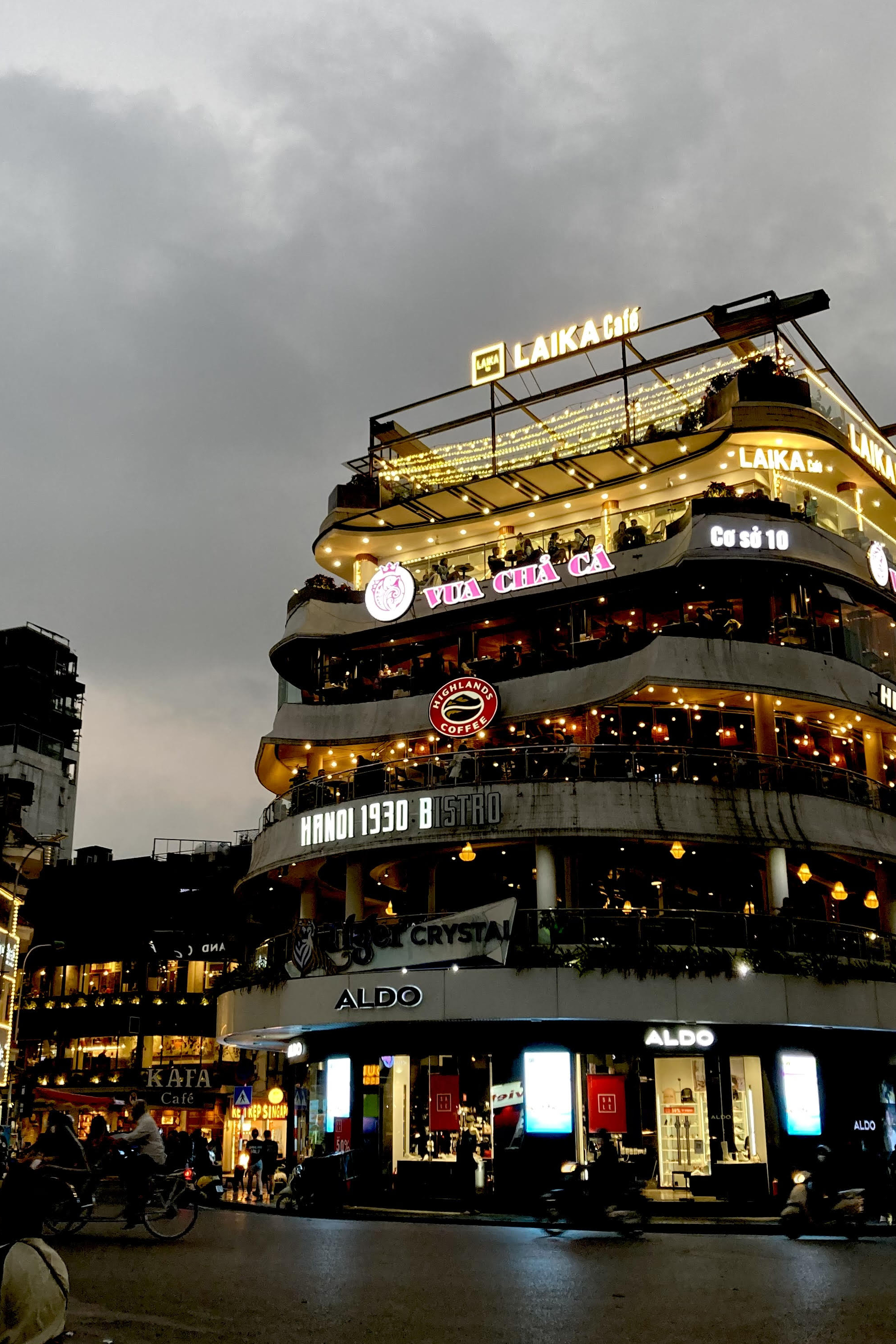
Toà nhà Hàm Cá Mập về đêm vào năm 2022.

Ngày 19 tháng 8 năm 1996, Thủ tướng Chính phủ Việt Nam là Võ Văn Kiệt đã ra thông báo "yêu cầu Ủy ban Nhân dân thành phố Hà Nội xử lý nghiêm khắc đối với chủ đầu tư công trình này, thiết lập lại kỷ cương quản lý xây dựng thành phố, buộc chủ đầu tư phải sửa kiến trúc công trình (về hình khối và chiều cao cho phù hợp với cảnh quan chung). Xử lý hành chính hoặc truy tố trước pháp luật nếu thấy cần thiết để đề cao kỷ cương trật tự".

### Phá bỏ
Vào đầu tháng 3 năm 2025, có thông tin cho rằng Ủy ban Nhân dân Thành phố Hà Nội đồng ý phương án đề xuất phá bỏ tòa nhà Hàm Cá Mập, và đề xuất không gian ngầm tại khu vực quảng trường hiện có. Phản ứng của người dân có tỏ ra tiếc nuối nhưng vẫn đồng ý gỡ bỏ tòa nhà để tuân theo quy hoạch chung. Sau khi phá bỏ tòa nhà Hàm Cá Mập, các cơ quan liên quan nghiên cứu xây dựng khoảng 3 tầng hầm và đề xuất chức năng sử dụng tầng hầm, trong đó bố trí không gian văn hóa, thương mại tại tầng hầm 1, khu vực đỗ xe tại tầng hầm 2, 3.

## Đón nhận
Vào thời điểm được hoàn thiện, công trình đã nhận không ít ý kiến trái chiều từ giới chuyên gia quy hoạch đô thị. Nhiều kiến trúc sư, một số nhà văn, nhà thơ cũng lên tiếng chỉ trích công trình này. Tên gọi "Hàm Cá Mập" xuất phát từ sự giễu cợt của một nhà phê bình mỹ thuật. Báo Thể thao & Văn hóa nhận xét công trình "thô kệch và ảnh hưởng xấu tới cảnh quan của không gian này". Báo Dân Trí cho biết tòa nhà này từng bị cho là "phá vỡ vẻ đẹp cổ kính của Bờ Hồ Hoàn Kiếm." Có ý kiến cho rằng "sự bất cẩn của công tác quản lý đô thị tại Hà Nội đã đã để cho nơi lòng chảo hồ Gươm này bị những kiến trúc quái đản như tòa nhà Hàm Cá Mập uy hiếp".
Tuy nhiên sau gần 30 năm khai trương, tòa nhà Hàm Cá Mập đã trở thành một điểm nhấn kiến trúc quan trọng ở khu vực quận Hoàn Kiếm, là một trong những địa điểm có lượt ghé thăm nhiều nhất Hà Nội. Đến nay, hầu hết diện tích tòa nhà đã được chủ đầu tư cho các doanh nghiệp tư nhân thuê lại để kinh doanh buôn bán, mở nhà hàng ăn uống với chi phí cao. Do có vị trí thuận lợi, nhiều thương hiệu thời trang và đồ uống danh tiếng đã tìm đến tòa nhà mở mặt bằng kinh doanh. Nhiều tờ báo nhận xét tòa nhà này sở hữu vị trí đắc địa bậc nhất Hà Nội.